# Ovčáry u Kolína

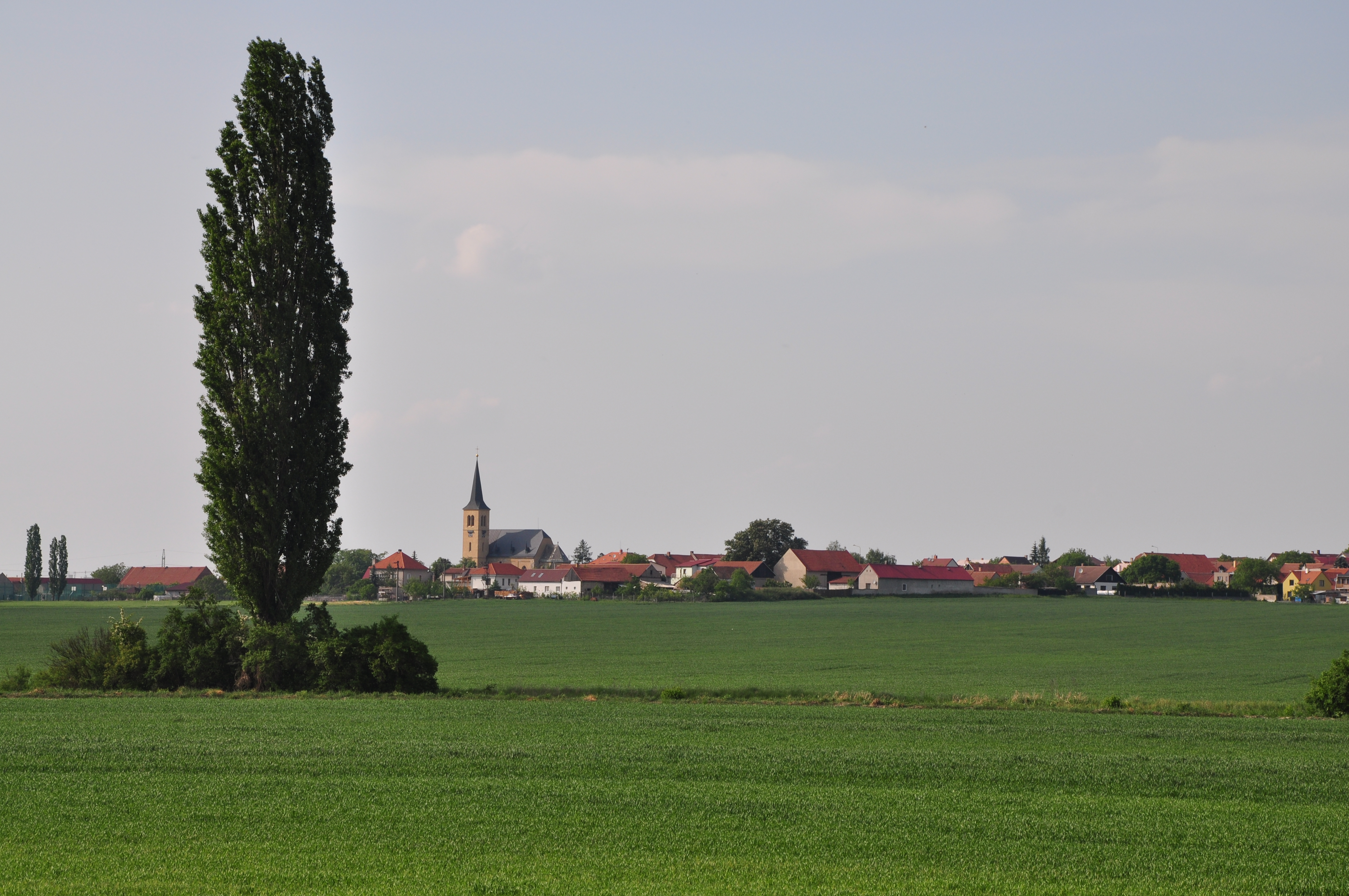
Blick von der Kolíner Rübenbahn auf Ovčáry

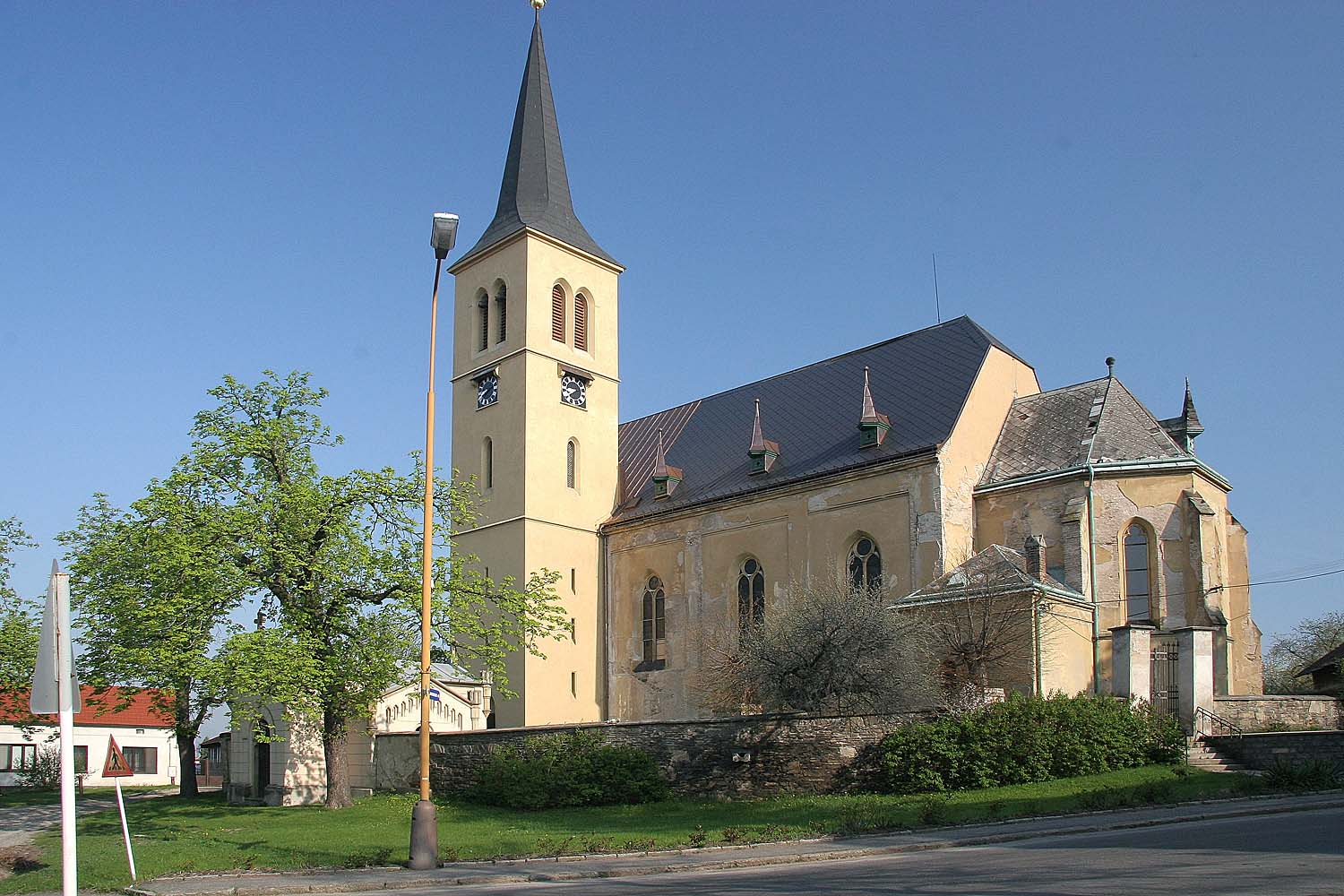
Kirche Jakobus des Älteren

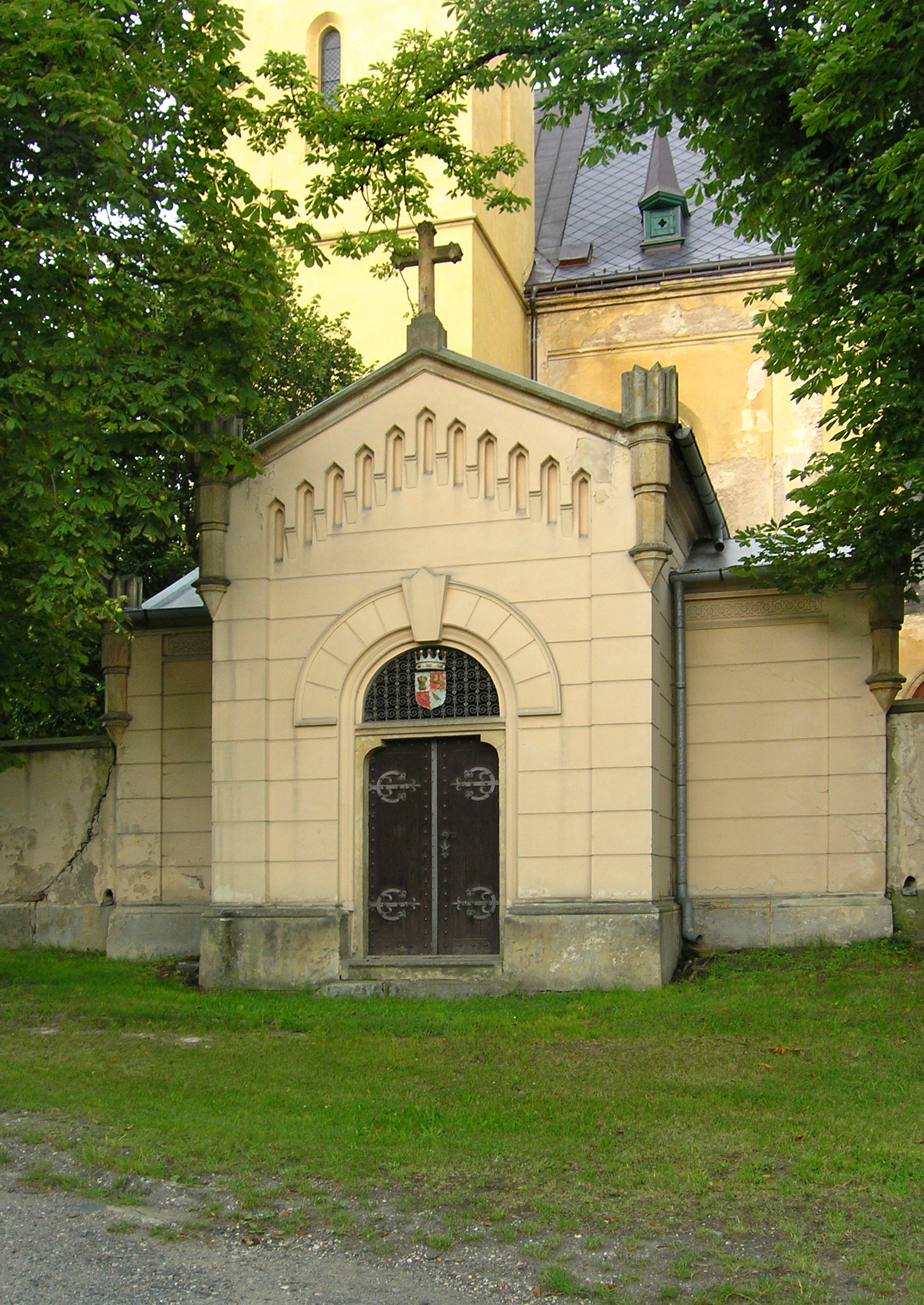
Grabkapelle der Familie Horsky von Horskysfeld

Ovčáry (deutsch Owtschar) ist eine Gemeinde in Tschechien. Sie liegt fünf Kilometer nordöstlich des Stadtzentrums von Kolín und gehört zum Okres Kolín. Ovčáry ist Standort des Automobilwerkes TPCA Kolín.

## Geographie
Ovčáry befindet sich rechtsseitig über dem Tal des Baches Hluboký potok in der Středolabské tabule (Tafelland an der mittleren Elbe). Am westlichen Ortsrand verläuft die Staatsstraße II/328 zwischen Kolín und Městec Králové. Im Norden erhebt sich der Na Kuklách (214 m n.m.), nordöstlich die Horka (249 m n.m.). Nordwestlich des Dorfes erstreckt sich das Werksgelände der TPCA. Gegen Südosten liegt die Wüstung Lhotka.
Nachbarorte sind Karolín und Volárna im Norden, Jestřabí Lhota, Eleonorov und Němčice im Nordosten, Býchory und Písečný Mlýn im Osten, Výrovna, Nadávka und Konárovice im Südosten, Tři Dvory und Šťáralka im Süden, Františkov, Zálabí und Sendražice im Südwesten, Hradišťko I, Jezeřany und Veltruby im Westen sowie Velký Osek und Bačov im Nordwesten.

## Geschichte
Ovčáry wurde vermutlich am Übergang vom 10. zum 11. Jahrhundert im Zuge der Kolonisation der Kolíner Gegend gegründet. Der Ortsname resultiert wahrscheinlich aus der Pflicht der Bewohner zur Ablieferung von Schafen auf die Burg Oldříš.
Die erste schriftliche Erwähnung des Dorfes erfolgte im Jahre 1273 unter dem Namen Ouuechar zusammen mit Chrášťany, Heinrichov, Lhotka und Břežany in einer Schutzurkunde des Papstes Gregor X. für die Dörfer des Klosters Strahov. Seit 1352 ist eine Pfarrkirche nachweislich. Nach dem Beginn der Hussitenkriege bemächtigten sich weltliche Herren des Klosterbesitzes. 1420 überschrieb König Sigismund das Dorf an Vaněk von Chlum für militärische Verdienste. Zum Ende desselben Jahres verwüstete ein ungarisches Söldnerheer König Sigismunds die Gegend nördlich von Kolín; dabei erloschen Břežany, Chrášťany und Lhotka. 1421 eroberten die Prager Hussiten die Stadt Kolín und Umgebung. Im Jahre 1436 verpfändete König Sigismund Kolín mit den umliegenden Dörfern, darunter Ovčáry, für 3000 Schock Groschen an Bedřich von Strážnice, der daraus die Herrschaft Kolín bildete. König Georg von Podiebrad löste 1458 das Kolíner Pfand wieder ein; als Ersatz dafür erhielt Bedřich von Strážnice die Burg Potštejn. Im Jahre 1556 verpfändete König Ferdinand I. die Kammerherrschaft Kolín an Karl von Zierotin; in der Besitzbestätigung Ferdinands von 1562 für die Witwe Veronika von Leipa und ihre Söhne wurde Ovčáry ausdrücklich genannt. König Rudolf II. schloss 1591 mit Kaspar von Zierotin einen Vergleich über die Rückgabe der Kammerherrschaft Kolín. Im Jahre 1618 brannte das gesamte Dorf nieder. 1628 wurde Ovčáry zusammen mit der Kammerherrschaft Kolín an die Kammerherrschaft Podiebrad angeschlossen. Der Dorfbrand und der Dreißigjährige Krieg führten zur Verödung des Dorfes. In der berní rula von 1654 sind noch 10 wüste Höfe aufgeführt. Anfang des 18. Jahrhunderts ließ die Kammerherrschaft Podiebrad in Ovčáry einen Meierhof anlegen. 1778 wurden im Zuge der Raabisation auf ehemaligen Meierhofsgründen neue Häuser errichtet und das Dorf stark erweitert. Kaiser Franz I. verkaufte die Kammerherrschaft Kolín mit 23 Dörfern 1829 an den Textilfabrikanten Jacob Veith. Veith, der in den erblichen Freiherrnstand erhoben war, verstarb 1833. Das Erbe, zu dem insgesamt drei Herrschaften gehörten, trat sein Sohn Wenzel Baron Veith († 1852) an. 1841 brannten das Lokalistenhaus und die Schule ab.
Im Jahre 1843 bestand das im Kauřimer Kreis gelegene Rustikaldorf Owčar bzw. Wowčar aus 81 Häusern, in denen 574 Personen, darunter sieben protestantische und eine jüdische Familie lebten. Haupterwerbsquelle bildete die Landwirtschaft; auf den Feldern wurde vor allem Klee zur Samengewinnung angebaut. Unter herrschaftlichem Patronat standen die Lokalkirche Jakobus des Großen, die Lokalie und die Schule. Die Kirche wurde von einem Expositen versehen, für den der Alt-Koliner Pfarrer das Präsentationsrecht besaß. Außerdem gab es im Ort einen Aerial-Beschälstall und ein Wirtshaus. Owčar war katholischer Pfarrort für Sendraschitz und Beychor; der Amtsort war Kaisersdorf. Der hölzerne Glockenturm der Kirche brannte 1843 ab. In den Jahren 1844–1845 wurde die Kirche umgebaut und das Schiff um zwei Meter verlängert; an der Westseite entstand ein neuer Turm. Bis zur Mitte des 19. Jahrhunderts blieb Owčar der Herrschaft Kolín untertänig.
Nach der Aufhebung der Patrimonialherrschaften bildete Ovčáry ab 1849 mit dem Ortsteil Býchory eine Gemeinde im Gerichtsbezirk Kolin. Im Jahre 1856 wurde in Ovčáry eine Pfarrei eingerichtet. 1862 erwarb Franz Horsky die Grundherrschaft Kolin von den Erben des Wenzel Baron Veith. Horsky leitete umgehend eine Modernisierung der Landwirtschaft ein. Bei Ovčáry ließ er den Meierhof Franzenshof anlegen. Ab 1868 gehörte die Gemeinde zum Bezirk Kolin. 1869 hatte Ovčáry 748 Einwohner und bestand aus 107 Häusern. Býchory löste sich 1875 von Ovčáry los und bildete eine eigene Gemeinde. Horskys Enkel Adolf Richter ließ 1895 die schmalspurige Koliner Rübenbahn über ein Zweiggleis bis zum Franzenshof verlängern. Im Jahre 1900 lebten in Ovčáry 871 Menschen, 1910 waren es 954. In den Jahren 1906–1908 wurde eine neue Kirche errichtet. 1930 hatte Ovčáry 932 Einwohner und bestand aus 217 Häusern. Die Rübenbahn wurde 1966 stillgelegt und die Gleise rückgebaut. Beim Zensus von 2001 lebten in den 259 Häusern von Ovčáry 664 Personen. Zwischen 2002 und 2005 entstand auf den Feldern der Gemeinde das Automobilwerk TPCA Kolín. Seit 2007 führt die Gemeinde ein Wappen und Banner.

## Gemeindegliederung
Für die Gemeinde Ovčáry sind keine Ortsteile ausgewiesen. Zu Ovčáry gehören die Ortslage Františkov (Franzenshof) sowie die Ansiedlungen Písečný Mlýn bzw. Mlýnek und Výrovna.
Das Gemeindegebiet bildet den Katastralbezirk Ovčáry u Kolína.

## Sehenswürdigkeiten
- Pseudogotische Kirche Jakobus des Älteren, erbaut zwischen 1906 und 1908 nach Plänen des Architekten Jan Krch unter dem Patronat des Besitzers der Grundherrschaft Kolín, Jan Kubelík. Sie ersetzte einen im 14. Jahrhundert errichteten und 1844–1845 letztmals umgestalteten einsturzgefährdeten Vorgängerbau. Die Bauausführung erfolgte durch den Kolíner Baumeister Jan Sklenář. Umgeben ist die Kirche von einem Friedhof.
- Familiengruft Horsky von Horskysfeld, sie befindet sich an der Friedhofsmauer und wurde 1877–1878 nach Plänen des Architekten Moritz Hinträger errichtet.
- Pfarrhaus, errichtet nach dem Brand von 1841, es befindet sich in einem baufälligen Zustand
- Gusseisernes Kreuz mit Steinsockel auf dem Dorfplatz, errichtet 1858
- Kreuz unter der Foltýn-Linde in Lhotka, es wurde 2001 von Kolíner Steinmetz Ivan Erben aus grünschwarzem Amphibolit gefertigt und steht unter der 1987 vom Maler und Illustrator František Karel Foltýn gepflanzten Linde
- Gedenkstein für einen vom Blitz erschlagenen Mann aus Býchory in Lhotka, errichtet zu Beginn des 20. Jahrhunderts und 1987 durch F. K. Foltýn wieder aufgestellt.
- Denkmal für die Gefallenen beider Weltkriege auf dem Dorfplatz, enthüllt 1923
- Gedenkstein an den Beginn der Automobilproduktion bei TPCA, auf der Horka, geschaffen 2005 von Ivan Erben aus grünschwarzem Amphibolit. Das Bronzerelief eines Autos und der Schriftzug UT SIT LABOR wurden 2008 von Metalldieben gestohlen.
- Gedenktafel für Jaroslav Vrchlický an der Schule, enthüllt 1930. Vrchlický lebte von 1857 bis 1862 in Ovčáry bei seinem Onkel, Pfarrer Antonín Kolář und besuchte in dieser Zeit in Ovčáry die Schule. Die Jahreszahl „1859“ auf der Tafel ist falsch.